# Rakamaz vasútállomás
Rakamaz vasútállomás egy Szabolcs-Szatmár-Bereg vármegyei vasútállomás, Rakamaz településen, a MÁV üzemeltetésében. A településnek nagyjából a központjában, annak a délkeleti részén helyezkedik el, közvetlenül a 38-as főút mellett, közúti elérését is a főút biztosítja.

## Vasútvonalak
Az állomást az alábbi vasútvonalak érintik:
- Mezőzombor–Nyíregyháza-vasútvonal

## Kapcsolódó állomások
A vasútállomáshoz az alábbi állomások vannak a legközelebb:
- Tokaj vasútállomás (Mezőzombor–Nyíregyháza-vasútvonal)
- Virányos megállóhely (Mezőzombor–Nyíregyháza-vasútvonal)

## Forgalom
| Járat           | Útvonal | Gyakoriság          |
| --------------- | --- | ------------------- |
| személyvonat    | Miskolc-Tiszai – Felsőzsolca – Hernádnémeti-Bőcs – Tiszalúc – Taktaharkány – Taktaszada – Szerencs – Mezőzombor – Tarcal – Tokaj – Rakamaz – Virányos – Görögszállás – Nyírtelek – Füzesbokor – Nyíregyháza | 1-2 óránként        |
| személyvonat    | Szerencs – Mezőzombor – Tarcal – Tokaj – Rakamaz – Virányos – Görögszállás – Nyírtelek – Füzesbokor – Nyíregyháza                                                                                           | 2 óránként          |
| gyorsvonat      | Nyíregyháza → Rakamaz → Tokaj → Szerencs → Taktaszada → Taktaharkány → Tiszalúc → Hernádnémeti-Bőcs → Felsőzsolca → Miskolc-Tiszai                                                                          | Napi 1 Miskolc felé |
| Tokaj InterCity | Budapest-Nyugati – Zugló – Kőbánya-Kispest – Ferihegy – Cegléd – Szolnok – Püspökladány – Hajdúszoboszló – Debrecen – Nyíregyháza – Rakamaz – Tokaj – Szerencs – Miskolc-Tiszai                             | Napi 1 pár          |